# Mercedes 14/30 PS
La 14/30 PS è un'autovettura di lusso prodotta tra il 1909 ed il 1915 dalla Casa automobilistica tedesca Daimler Motoren Gesellschaft per il suo neonato marchio Mercedes. Il periodo di produzione indicato comprende anche la naturale evoluzione di questo modello, ossia la 14/35 PS.

## Profilo e caratteristiche
Realizzata sul telaio della più piccola Mercedes 15/20 PS, la 14/30 PS andava a prendere il posto della precedente Simplex 18/22 PS, non più in listino già dal 1905. Rispetto a quest'ultima, equipaggiata da un propulsore da 4.1 litri, la 14/30 PS montava un motore di cilindrata inferiore, un 4 cilindri in linea da 3560 cm³ (90x140 mm) alimentato a carburatore e che montava una distribuzione a valvole di aspirazione in testa e valvole di scarico laterali. Anche l'albero a camme utilizzato era in posizione laterale. Pur essendo di dimensioni più ridotte, questo motore forniva però prestazioni superiori ed arrivava ad erogare una potenza massima di 30 CV a 1600 giri/min, sufficienti per spingere la vettura ad una velocità massima di 75 km/h.
Il telaio in lamiera d'acciaio stampata utilizzato per la 14/30 PS era lo stesso della 15/20 PS. Tale telaio era fornibile a scelta del cliente in una fra le tre misure di passo disponibili. La versione "corta" utilizzava un telaio da 2.815 mm di passo, la versione intermedia aveva un interasse di 3.015 mm e la versione "lunga" arrivava a 3.075 mm. Al telaio erano fissate le classiche sospensioni ad assale rigido con molle a balestra e la trasmissione ad albero cardanico con cambio a 4 marce. Anche l'impianto frenante era fissato al telaio: esso constava di un freno di servizio meccanico che agiva sull'albero di trasmissione e di un freno a mano che agiva sulle ruote posteriori.
Nel 1910 fu introdotta la gamma Knight, composta da vari modelli: uno di essi era la 16/40 PS che si affiancò alla 14/30 PS per completare l'eredità della Simplex 18/22 PS.
Proposta principalmente come torpedo o come limousine, la 14/30 PS fu prodotta fino al 1912. In quell'anno la vettura subì aggiornamenti meccanici che portarono il suo propulsore a 35 CV di potenza massima a 1700 giri/min. Per questo motivo venne ribattezzata 14/35 PS. In questa nuova configurazione la vettura venne prodotta fino al 1915.
La 14/35 PS non avrebbe avuto un'erede diretta: l'unica che in qualche modo poteva proseguirne il cammino sarebbe stata la Knight 16/45 PS, destinata in realtà a sostituire la Knight 16/40 PS e prodotta a partire dal 1916.